# Hilina A (Gunung Sitoli)
Hilina A is een bestuurslaag in het regentschap Gunungsitoli van de provincie Noord-Sumatra, Indonesië. Hilina A telt 1975 inwoners (volkstelling 2010).